# Daniel Trioulaire
Daniel Trioulaire est un boxeur professionnel français né le 9 décembre 1947 à Elbeuf (Seine-Maritime).

## Carrière
En tant qu'amateur, il a été champion de Normandie-Anjou, finaliste des championnats de France de 1970 à Metz, champion de France poids plume de 1971 à Agen et a été 14 fois international (cf. reportage du journaliste sportif Christian Vella dans le journal L'Équipe en avril 1975 incluant 2 photographies).
En tant que professionnel, il a été plusieurs fois champion d'Europe poids coq BU entre 1975 et 1976, dont la première fois, le 9 février 1975 contre l'espagnol d'origine ghanéenne Bob Allotey par arrêt de l'arbitre à la 9e. Il conserva ensuite son titre après trois matchs nuls : le 11 avril 1975, à Barentin, avec le britannique David Needham ; le 16 janvier 1976 contre un autre britannique, Paddy Maguire, à Cluses, et enfin le 7 avril de la même année, à Vigo, contre l'espagnol Fernando Bernardez. Il perdit son titre le 14 août 1976, aux points, à Ospedaletti contre l'italien Salvatore Fabrizio. Il pesait 53 kg 450 en 1975 (cf. reportage précité).
Il a inauguré le 1er octobre 2009 dans sa ville d'Elbeuf la nouvelle salle de boxe du ring de l'agglomération elbeuvienne qui porte désormais son nom associé à celui de Florentin Declais qui fut son entraîneur.

## Référence
1. ↑  (fr) Deux noms pour une salle (paris-normandie.fr)